# Theodore Dru Alison Cockerell

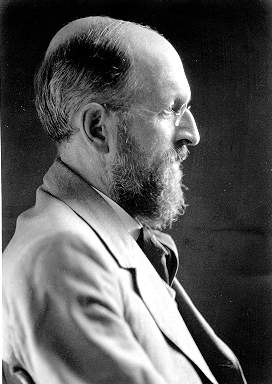
Theodore Dru Alison Cockerell

Theodore Dru Alison Cockerell (Norwood, Inglaterra, 22 de agosto de 1866 — San Diego, 26 de janeiro de 1948) foi um naturalista anglo-americano.

## Biografia
Era o primeiro dos seis filhos de Sydney J. Cockerell e Alice Bennett. Estudou no Middlesex Hospital Medical School, mas não se graduou.
Em 1887, sofrendo de tuberculose, mudou-se para os Estados Unidos, estabelecendo-se em Westcliffe, no Colorado, pois acreditava que o clima de montanha faria bem à sua saúde. No Colorado trabalhou como biólogo, tendo ajudado na fundação da Colorado Biological Association, em 1888. Recuperado da doença, retornou à Inglaterra em 1890, e trabalhou no Museu de História Natural de Londres (British Museum of Natural History).
Em Londres, Cockerell conheceu o renomado naturalista Alfred Russel Wallace, com quem manteve relacionamento pessoal e profissional até a morte de Wallace em 1913. Suas correspondências incluem discussões sobre evolução, história natural e assuntos pessoais.
Casou-se em 1891 com Annie S. Fenn, com quem teve dois filhos, que morreram antes dos dez anos. Neste mesmo ano, Cockerell deixou o Museu Britânico e se mudou para a Jamaica, onde se tornou o curador do Museu de Kingston. Na Jamaica ele iniciou seus estudos em sistemática de Coccoidea (Hemiptera, Sternorryncha), assunto que sempre o interessou.
Em 1892, já estabelecido e reconhecido como um entomologista de sucesso, foi eleito membro da Sociedade Entomológica de Washington (Entomological Society of Washington).
Após o falecimento de sua esposa e a recorrência de seus problemas de saúde, retornou aos Estados Unidos e se estabeleceu no Novo México, em 1893. Tornou-se professor do de Entomologia e Zoologia do New Mexico Agricultural College, em Las Cruces, onde iniciou suas pesquisas com Hymenoptera.
Em 1898 obteve a cidadania norte-americana. Em 1900 se casou de novo, com Wilmatte Porter, uma professora de biologia e naturalista, com quem publicou muitos artigos científicos sobre biologia.
De 1900 a 1903 lecionou biologia na New Mexico Normal University, em Las Vegas. Foi também curador do Museum at Colorado College, em Colorado Springs, de 1903 a 1904. Em 1906 se tornou professor de zoologia na Universidade do Colorado, onde permaneceu até sua aposentadoria em 1934. No Colorado, Cockerell pesquisou fósseis e peixes.
Em 1923 foi eleito presidente da Sociedade Entomológica da América (Entomological Society of America).
Foi autor de mais de 2.200 artigos em publicações científicas, especialmente sobre Hymenoptera, Hemiptera, Mollusca e paleontologia. E também 1.700 outros trabalhos, incluindo tratados sobre reforma social e educação. Ele foi um dos mais prolíficos taxonomistas da história, publicando descrições de mais de 9 mil espécies e gêneros de insetos, dentre essas, 6.400 espécies de abelhas e mais 1000 moluscos, aracnídeos, fungos, mamíferos, peixes e plantas.
Um dormitório na Engineering Quad do campus de Boulder da Universidade do Colorado foi nomeada em sua homenagem.